# Johan Olivecreutz
Johan Olivecreutz, född 17 oktober 1721 i Stockholm, död 14 mars 1804 i Åbo, var en svensk (finländsk) godsägare och riksdagsman. Han var son till Johannes Gezelius den yngste.
Olivecreutz hette fram till 1751 Johan Gezelius, samma namn som burits av tre biskopar, hans närmaste förfäder. Han studerade bland annat teologi vid Kungliga Akademien i Åbo och vid Uppsala universitet och innehade 1746–1769 befattningen som akademisekreterare, men var tjänstledig i flera repriser för studieresor till bland annat Greifswald, Berlin och Paris. Han adlades i samband med Adolf Fredriks kröning, något som hade utlovats släkten redan 1719. Han representerade sin ätt vid riksdagarna 1755–1756 och var 1770–1777 lagman för Skåne och Blekinge. Han gick med energi in för att förvalta och utvidga släktens domäner i Åboland, som omfattade bland annat Karuna gård och Västankärr. Han bodde från 1783 på Karuna och ligger begraven vid Karuna kyrka.